# Reed Timmer
Reed Timmer (17 de marzo de 1980) es un meteorólogo y cazador de tormentas profesional que protagoniza los documentales norteamericanos de televisión Storm Chasers. También actuó en la película documental Glory Tornado. 
Timmer se interesó en el tiempo a una edad temprana, después de experimentar una fuerte tormenta eléctrica, que al parecer dejó caer una granizada del tamaño de pelotas de golf en su patio. Después de ganar el campeonato nacional en el caso de la identificación de árboles en la Olimpiada de 1996 Ciencia, Timmer comenzó a estudiar meteorología en la Universidad de Oklahoma en 1997. En octubre de ese año, filmó su primer tornado. Él obtuvo una licenciatura y M.S. en la unidad organizativa y, a partir de marzo de 2010, es un doctorado candidato.